# Palazzo Cicogna
Palazzo Cicogna era un palazzo cinquecentesco di Milano. Storicamente appartenuto al Sestiere di Porta Ticinese, si trovava in via dell'Unione 14. Danneggiato nel corso dei bombardamenti del 14 febbraio 1943, venne demolito definitivamente nel 1947.

## Storia e descrizione
L'edificio venne edificato nella seconda metà del XVI secolo in quella che allora era la Contrada de' Nobili, con una facciata a bugnato rustico, d'ispirazione toscana. Alto tre piani, presentava sopra il portale d'accesso uno scudo, con le insegne dei Cicogna; nel corso dei secoli subì diverse ristrutturazioni, l'ultima delle quali nella prima metà del XX secolo.
L'edificio venne colpito e quasi interamente distrutto - insieme al vicino Palazzo Arcimboldi - nel corso del bombardamento del 14 febbraio 1943: si salvò solamente la facciata, che sarebbe stata abbattuta ugualmente nel 1947, trovandosi fra l'altro sul tracciato previsto della Racchetta.

## Galleria d'immagini

Il portone
Il camino